# Show Me the Right Way
Show Me the Right Way è il secondo album in studio della cantante neozelandese Annabel Fay, pubblicato l'11 aprile 2011 dalla Siren Records e dalla EMI.

## Tracce
1. River – 3:33
2. When We Were in Love – 3:24
3. Show Me the Right Way – 3:31
4. Already Home – 3:29
5. Not Enough – 3:29
6. Love's a Bitch – 3:52
7. Who You Are – 3:56
8. Steal Away – 3:17
9. Jessica – 3:31
10. Spooky – 3:15

## Classifiche
| Classifica (2011) | Posizione massima |
| ----------------- | ----------------- |
| Nuova Zelanda     | 8                 |